# Halte Aalsmeer Oost
Halte Aalsmeer Oost (tot 1930 Halte Oosteinde) (telegrafische code: Ao, resp. Oe) is een voormalige spoorweghalte aan de Spoorlijn Aalsmeer - Amsterdam Willemspark, destijds aangelegd en geëxploiteerd door de Hollandsche Electrische-Spoorweg-Maatschappij. De halte lag ten oosten van Oosteinde en ten noordoosten van Aalsmeer in de Drooggemaakte Oosteinderpoelpolder. Aan de spoorlijn werd de halte voorafgegaan door station Aalsmeer en gevolgd door stopplaats Kerkweg.
Halte Aalsmeer Oost werd geopend op 1 mei 1915 en gesloten op 3 september 1950. Het goederenvervoer ging nog door tot 1972. De spoorlijn werd opgebroken in 1975. Bij de halte stond een stationsgebouw van het type HESM III (3e klasse). Dit gebouw bestaat nog steeds en is nu een gemeentelijk monument.
De halte werd veel gebruikt door handelaren van de bloemenbeurzen en -tentoonstellingen. Zo maakten onder andere Koningin Wilhelmina en Prins Hendrik in 1916 gebruik van dit station om een bloemententoonstelling te bezoeken.

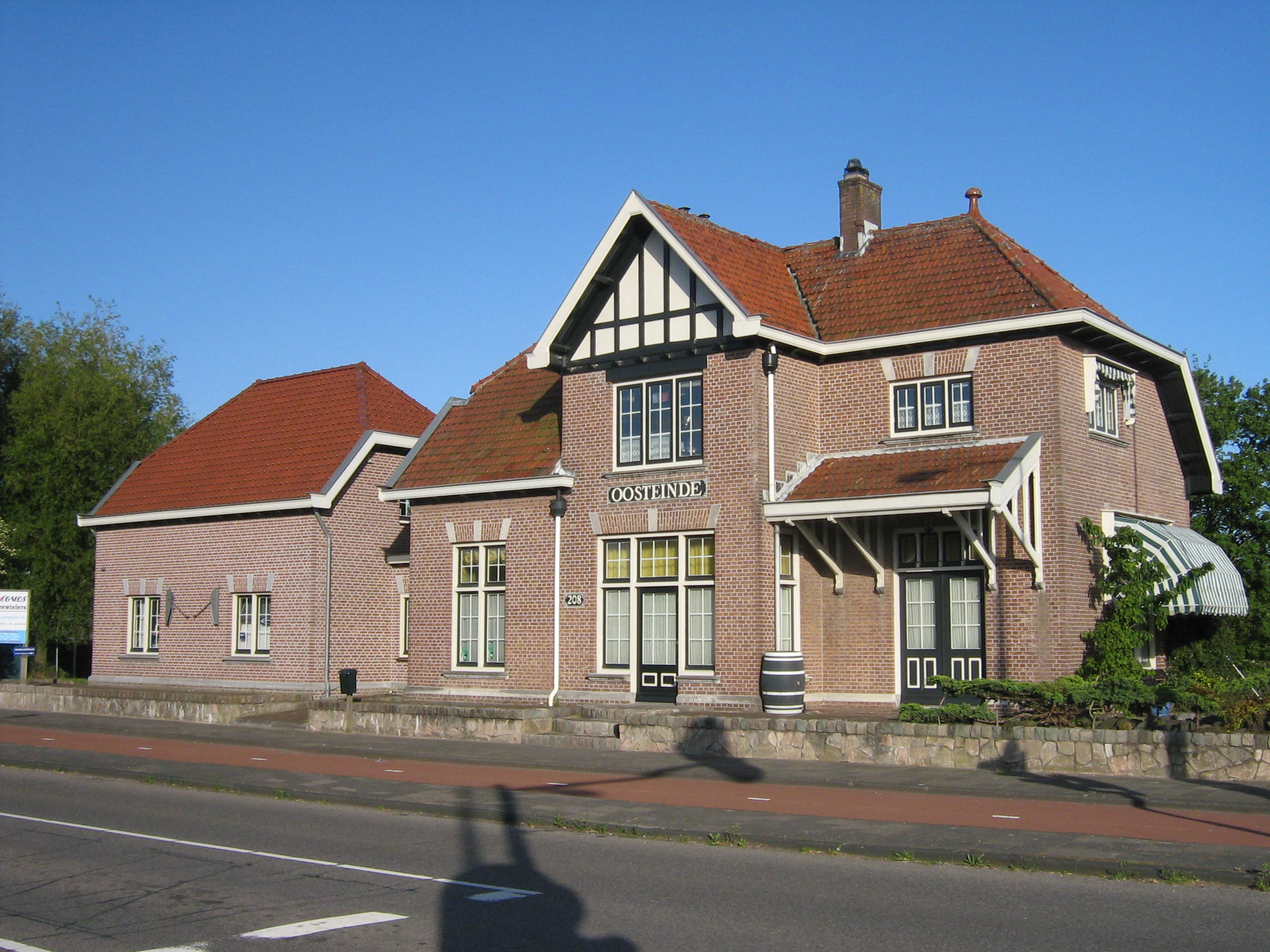
Het stationsgebouw van Aalsmeer Oost in 2015